# Cotylelobium melanoxylon
Cotylelobium melanoxylon är en tvåhjärtbladig växtart som beskrevs av Jean Baptiste Louis Pierre. Cotylelobium melanoxylon ingår i släktet Cotylelobium och familjen Dipterocarpaceae. Inga underarter finns listade i Catalogue of Life.